# Gama² Normae
Gama² Normae (γ2 Nor, Gama² Nor, γ2 Normae) je nejjasnější hvězda v jižním souhvězdí Pravítka. Její zdánlivá hvězdná velikost je 4,02, takže je viditelná pouhým okem. Na základě ročního posunu paralaxy 25,33 mas (při pohledu ze Země) se tato hvězda nachází zhruba 129 světelných let od Slunce. Ke Slunci se přibližuje radiální rychlostí -29 km/s.
Jedná se o vyvinutého, žlutě zbarveného obra spektrální třídy K0III přibližně 2,16krát hmotnějšího než Slunce, který se zvětšil na desetinásobek poloměru Slunce. Hvězda vyzařuje ze své zvětšené fotosféry 51krát více než Slunce  při efektivní teplotě 4 699 K.
Gama² Normae má velmi blízkého průvodce 10. magnitudy. Dvojice byla již dříve identifikována jako dvojhvězda, ale druhé vydání dat z programu Gaia ukázalo, že průvodce je mnohem vzdálenější. Další hvězda 16. magnitudy s teplotou 5 972 K je uvedena ve vzdálenosti 20“ a má téměř stejnou paralaxu a vlastní pohyb jako Gama² Normae.